# Pontorson
Pontorson es una comuna nueva francesa situada en el departamento de Mancha, de la región de Normandía.

## Historia
Fue creada el 1 de enero de 2016, en aplicación de una resolución del prefecto de Mancha de 23 de octubre de 2015 con la unión de las comunas de Macey, Pontorson y Vessey, pasando a estar el ayuntamiento en la antigua comuna de Pontorson.

## Demografía
| Gráfica de evolución demográfica de Pontorson entre 1800 y 2014 |
|                                                                 |

Los datos entre 1800 y 2014 son el resultado de sumar los parciales de las dos comunas que forman la nueva comuna de Pontorson, cuyos datos se han cogido de 1800 a 1999, para las comunas de Macey, Pontorson y Vessey de la página francesa EHESS/Cassini. Los demás datos se han cogido de la página del INSEE.

## Composición
| Comuna delegada | Código INSEE | Población (2013) | Superficie (km²) | Densidad (hab./km²) |
| --------------- | ------------ | ---------------- | ---------------- | ------------------- |
| Macey           | 50284        | 126              | 5.87             | 21                  |
| Pontorson       | 50410        | 3952             | 61.47            | 64                  |
| Vessey          | 50630        | 418              | 12.59            | 33                  |